# カザフスタニア
カザフスタニアとは、現在のユーラシア大陸の内陸部のごく一部を構成している大陸地殻である。カザフスタニアは、カザフスタンブロックなどと呼ばれる場合もあるが、本稿では以降、カザフスタニアに統一する。

## カザフスタニアの歴史
カザフスタニアは、主に古生代初期に形成された火山性の島弧や台地が、寄せ集められたものであろうと信じられている。これらの島弧や台地は合体して、オルドビス紀には独立した大陸のようになっていたと考えられている

。
その後、石炭紀とペルム紀の間にシベリア大陸と衝突したことでアルタイ山脈が形成された。それから後、さらにパンゲア大陸の一部となっていたバルティカ大陸とも衝突してウラル造山帯を形成した。そして、これらは後にユーラシア大陸を形成し、現在に至る。

## 現在のカザフスタニア
カザフスタニアは、アラル海の北東、シベリアクラトンの南、アルタイ山脈とバルハシ湖の西の地域から成り立っている。これは現在のカザフスタンの大部分に当る地域であり、面積は約130万km2。
現在のカザフスタニアの表面は、長い間浸食を受け続けているため、主に平原となっている。標高の高い山と言っても、せいぜい標高1500m位の山がカラガンダのすぐ東に存在する程度である

。
また内陸性の気候で比較的乾燥しているため、大河などは無く、草原（ステップ）が広がっている

。
カザフスタニアで目立つ鉱産資源としては、世界中のウランの確認埋蔵量のうちの4分の1が集中しており、他にも、鉛、亜鉛、アンチモンの世界有数の産地としても知られている。なお、カザフスタニアの南端部にあるトゥラン低地には巨大な天然ガス田があるが、これはインドプレートが衝突してきた結果形成されたと考えられている。